# Cody & Dustin Rhodes
Cody & Dustin Rhodes (anteriormente conocidos como The Brotherhood, The Rhodes Brothers,, Cody Rhodes & Goldust o Gold & Stardust) fue un equipo en pareja de lucha libre profesional quienes consistieron con Rhodes y Goldust son medios hermanos legítimos y fueron en una ocasión dirigidos por su padre, el miembro del Salón de la Fama de la WWE, "The American Dream" Dusty Rhodes y ellos compitieron en la WWE.
El equipo se formó cuando Cody fue despedido de la WWE tras perder ante Randy Orton en una lucha impulsada por el cuestionamiento de Cody de la autoridad del jefe de operaciones de la empresa Triple H. La semana siguiente, Goldust luchó contra Orton en un intento por tener a Cody re-contratado, pero también fue despedido después de que perdió. Dusty intentó convencer a The Authority para re-contratar a sus hijos. Finalmente, Triple H y su esposa Stephanie McMahon decidieron que los medios hermanos se enfrentarían a los dos miembros de The Shield: Seth Rollins y Roman Reigns, en Battleground, pero estipuló que si Cody y Goldust perdía, nunca trabajarían en la WWE otra vez y Dusty perdería su trabajo como entrenador en NXT. Esta lucha marcó el debut de Cody y Goldust como un equipo en parejas. Su victoria sobre Rollins y Reigns condujo a un retorno inmediato de sus puestos de trabajo. Después de casi ocho meses, ellos se disolvieron en Payback debido a la cantidad de veces que Cody y Goldust perdieron. Cody repentinamente volvió a revivir el equipo en junio de 2014 en Raw bajo su nuevo gimmick de "Stardust".
Ellos son dos veces Campeones en Parejas de la WWE, en el 2013 después de capturar el título en un No Disqualification Match contra The Shield (Rollins y Reigns) con la ayuda del Big Show en Raw como Cody Rhodes &  Goldust, y en 2014 cuando ellos derrotaron a The Usos en el evento Night of Champions como Gold & Stardust.

## Historia

### WWE (2013-2015)

#### 2013
El 2 de septiembre de 2013, en el programa Raw, el luchador Cody Rhodes fue despedido (kayfabe) de la WWE después de ser derrotado por el Campeón de la WWE Randy Orton, combate en el que Rhodes fue forzado a luchar después de haber cuestionado el régimen autoritario del jefe de operaciones de la WWE Triple H. Goldust regresó la semana siguiente y perdió semejantemente ante Orton en un combate no titular, fracasando así en conseguir recontratar a su medio hermano. Eventualmente, su padre Dusty Rhodes regresó a Raw en un intento de convencer a Stephanie McMahon a devolverle sus puestos de trabajo a sus hijos. En cambio, McMahon propuso que Dusty eligiera a uno de sus hijos para recibir un trabajo, pero no a ambos. Dusty rechazó y ella le ordenó a Big Show que noqueara a Dusty. En retorno, los hermanos Rhodes emboscaron a los secuaces de Triple H The Shield en Raw. La siguiente semana, Triple H y Stephanie McMahon (luego conocidos como The Authority) les ofrecieron a los hermanos sus trabajos de vuelta si lograban derrotar a Seth Rollins y Roman Reigns de The Shield (los Campeones en Parejas de la WWE) en Battleground. Si perdían, serían suspendidos de la WWE y Dusty perdería su trabajo como entrenador de NXT. Los tres miembros de la familia Rhodes fueron entonces atacados por The Shield. El 6 de octubre en Battleground, los hermanos Rhodes hicieron su debut como equipo en parejas con Dusty respaldándolos en ringside. El último miembro de The Shield, Dean Ambrose intentó interferir y fue neutralizado por Dusty. Poco después, Cody cubrió a Rollins en la lucha no titular para ganar de vuelta los puestos de trabajo de los hermanos. Varias superestrellas de la WWE salieron a celebrar con la familia Rhodes, incluyendo Arn Anderson, Dean Malenko y Dave Finlay.
El 11 de octubre en SmackDown, los hermanos Rhodes marcaron la primera derrota en el plantel principal de The Wyatt Family. Los hermanos Rhodes llevaron más miseria a The Shield cuando capturaron el Campeonato en Parejas de la WWE por primera vez al ganar una lucha sin descalificación el 14 de octubre en Raw (con la ayuda de Big Show) sobre Rollins y Reigns. Este fue el primer campeonato de Goldust en la WWE en casi 11 años.
En el siguiente Raw, The Shield se enfrentaron a The Usos en una lucha para decidir al siguiente retador a los títulos. Los hermanos Rhodes estaban como comentaristas y eventualmente interfirieron en la lucha, causando que terminara sin resultado. Como resultado, los hermanos Rhodes se enfrentaron a The Shield y a The Usos en un Triple Threat Tag Team Match por los títulos en parejas en Hell in a Cell y los retuvieron exitosamente. La noche después del evento, los hermanos experimentaron su primera derrota como campeones ante The Real Americans en un combate no titular.
En una continuación de su rivalidad contra The Authority, el 11 de noviembre en Raw, los hermanos derrotaron a Randy Orton en un Handicap Match. Fue anunciado la semana siguiente que en Survivor Series, los hermanos Rhodes harían equipo con The Usos y Rey Mysterio contra The Shield y The Real Americans en la lucha tradicional de eliminación de Survivor Series, pero fueron derrotados con Reigns siendo el único sobreviviente de la lucha. El 22 de noviembre en SmackDown los hermanos derrotaron a The Real Americans para retener sus títulos en parejas. Los hermanos Rhodes fueron anunciados para enfrentar al equipo de Ryback y Curtis Axel, el equipo de Rey Mysterio y Big Show y The Real Americans en TLC: Tables, Ladders & Chairs ya que recientemente habían sido derrotados por cada uno de estos equipos. Una vez más, defendieron con éxito sus títulos.

#### 2014–2015
El 3 de enero de 2014 en SmackDown, los hermanos Rhodes derrotaron a Luke Harper y Erick Rowan, miembros de The Wyatt Family para retener los títulos y marcaron su primera victoria del año. Otra vez defendieron el oro en el episodio especial de Old School Raw cuando ganaron contra The Real Americans. Sin embargo en el episodio del 17 de enero de SmackDown, los hermanos fueron derrotados en un combate no titular por The New Age Outlaws (Road Dogg y Billy Gunn) después de una distracción de la Gerente General de SmackDown Vickie Guerrero. Como resultado, The New Age Outlaws fueron nombrados los contendientes número uno a los títulos. En el pre-show de Royal Rumble, el 26 de enero los Outlaws los derrotaron para poner fin a su reinado. Más adelante ese día en el show principal de Royal Rumble, los hermanos Rhodes participaron en la Rumble; Goldust eliminó a Cody, pero luego él mismo fue eliminado rápidamente. Al día siguiente en Raw, su revancha por los campeonatos en parejas fue inconcluyente cuando fueron atacados por Brock Lesnar. Así, los hermanos recibieron otra revancha, pero en una jaula de acero; ellos terminaron perdiendo ante los Outlaws. En las semanas siguientes, los hermanos tuvieron rivalidad con diferentes equipos en parejas y stables. El 10 de febrero en Raw, hicieron equipo con Rey Mysterio y desafiaron a The Wyatt Family, pero los hermanos Rhodes perdieron. En SmackDown, con los Usos en su equipo, ganaron contra Ryback, Curtis Axel y los Outlaws. Esto condujo a una victoriosa lucha en equipos entre los hermanos Rhodes y RybAxel (con Larry Hennig) en el Elimination Chamber Kickoff. En WrestleMania XXX, los hermanos participaron en la batalla real de 31 hombres por el Trofeo en Memoria de André the Giant, y ambos fueron eliminados por Alberto Del Rio.
Los hermanos regresaron a la acción en equipos con derrotas consecutivas ante RybAxel y The Usos; después de la derrota ante estos últimos el 21 de abril, fue mostrada disensión entre los hermanos cuando Cody empujó a Goldust y se fue solo. Después de eso, más tensión se incrementó cuando Cody empezó a perder con frecuencia luchas individuales mientras Goldust ganaba con frecuencia; Goldust notablemente anotó victorias sobre Alberto Del Rio y Curtis Axel, dos oponentes ante los que Cody perdió. Cuando Cody logró una victoria sobre Damien Sandow en mayo, fue solamente porque recurrió a hacer trampa. El equipo se disolvió en Payback el 1 de junio, cuando perdieron ante RybAxel, con Cody diciéndole a Goldust que buscara un nuevo compañero, después de que sintió que era el eslabón más débil en el equipo. Desde la disolución de su equipo; Cody intentó encontrar a un nuevo compañero de equipo para Goldust, como Sin Cara o R-Truth, pero los nuevos equipos siguieron perdiendo sus luchas en equipos.

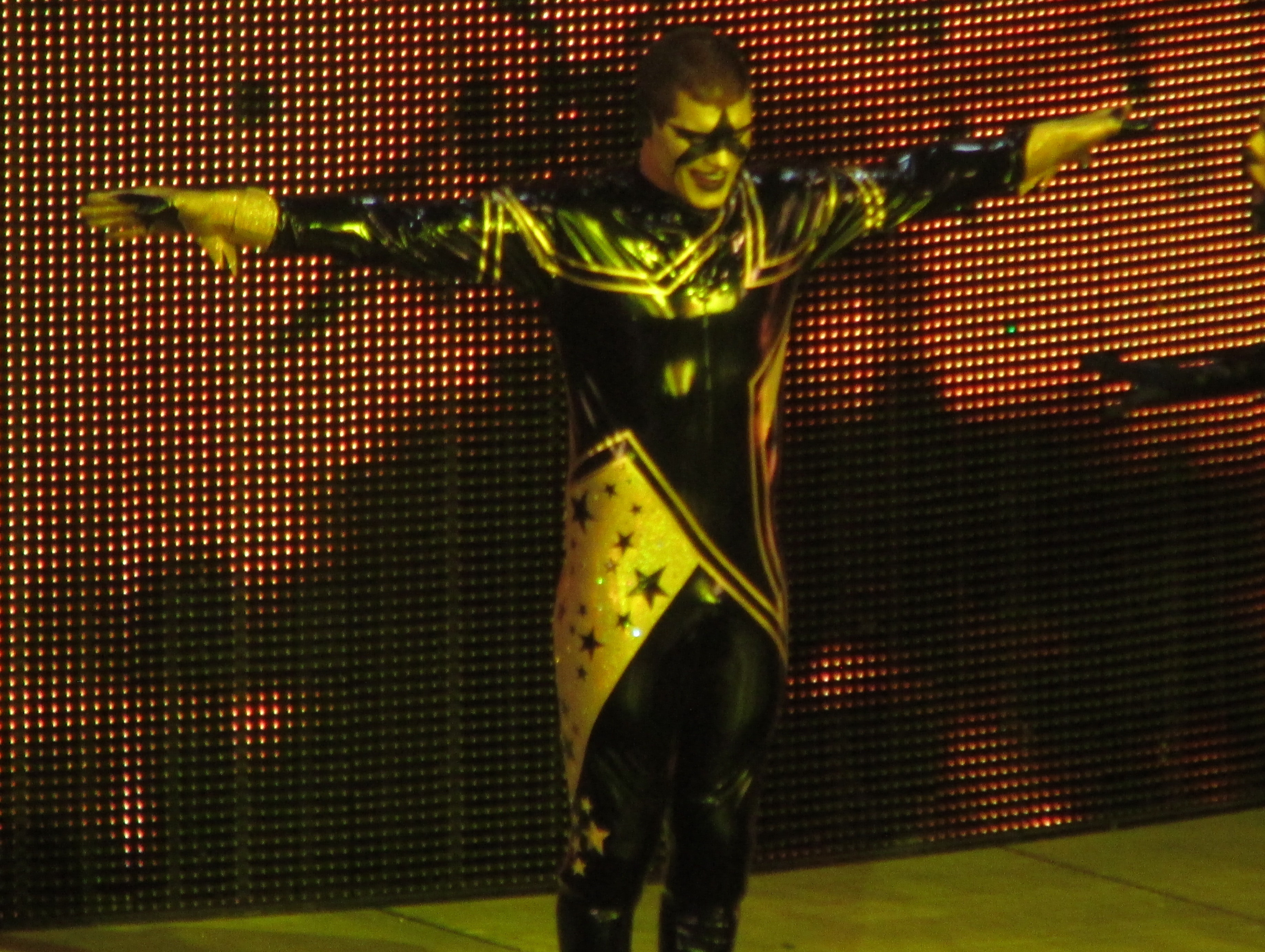
Stardust haciendo su debut en junio de 2014.

En la edición del 16 de junio de Raw, Cody anunció que había encontrado al compañero perfecto de equipo para Goldust; este resultó ser Rhodes mismo, quien apareció bajo el nombre de Stardust mientras usaba un traje y pintura facial similares a los de Goldust. Los dos rápidamente derrotaron a RybAxel esa noche y también en Money in the Bank.
Después de semanas de aparecer principalmente en viñetas crípticamente expresando sus deseos de adquirir "la llave cósmica" (su nombre para el Campeonato en Parejas de la WWE) que en ese momento tenían The Usos, derrotaron con éxito a The Usos en un combate no titular en el episodio del 18 de agosto de Raw. En el episodio del 25 de agosto de Raw, ellos desafiaron a The Usos por los Campeonatos en Parejas y ganaron por cuenta fuera, por lo tanto no ganaron el campeonato. Ellos acusarían a los Usos de dejarse recibir la cuenta para retener los títulos y luego los atacaron, convirtiéndose en heels en el proceso.
En Night of Champions el 21 de septiembre de 2014, Gold & Stardust derrotaron a los Usos por su segundo Campeonato en Parejas de la WWE, y retuvo exitosamente el campeonato contra los Usos en una revancha en Hell in a Cell. También retuvieron con éxito sus títulos la noche siguiente en Raw; después de que Mark Henry traicionó a su compañero Big Show para permitir a Stardust cubrirlo. Después de intercambiar victorias con toda la división en parejas en las siguientes semanas; Gold & Stardust perderon el Campeonato en Parejas a The Miz & Damien Mizdow en un Fatal 4-Way Match en Survivor Series que también incluía a The Usos y Los Matadores, terminando su segundo reinado en 63 días. Después de fallar en recuperar los títulos la noche siguiente en Raw, el siguiente SmackDown, el dúo cortó una promo más siniestra de lo habitual sobre la pérdida de la llave, alegando que les había fallado "la ciencia" y añadiendo que "la oscuridad caería sobre el nuevo día", posiblemente refiriéndose al stable The New Day, que había debutado en el mismo episodio. Después de ser derrotados en un Tag Team Turmoil por una oportunidad por el campeonato en la edición del 2 de diciembre de Raw por Kofi Kingston & Big E; Gold & Stardust regresaron más tarde en la lucha y atacaron a su mánager, Xavier Woods, distrayéndolos lo suficiente para costarles la lucha, estableciendo así un feudo. Una lucha entre los dos equipos fue programada para el Kick-Off de TLC: Tables, Ladders & Chairs el 14 de diciembre, donde Big E & Kingston derrotaron a Gold & Stardust. el 16 de febrero de 2015 en RAW. Después de perder una lucha contra The New Day  Stardust traicionó a Goldust aplicándole un Cross Rhodes. Después de eso se pactó una lucha en WWE Fastlane entre Stardust y Goldust ganando este último la lucha al revertir un Cross Rhodes en un <<Crucifix Roll-Pin>>

### All Elite Wrestling (2019-2022)
El 25 de mayo, después de enfrentarse en Double or Nothing, Cody le pidió a su hermano, ahora con su nombre original de Dustin Rhodes, que se uniera a él en Fight for the Fallen para enfrentar a The Young Bucks (Matt Jackson & Nick Jackson). El 13 de julio, los Rhodes cayeron derrotados ante los Bucks. El 8 de enero de 2020 en Dynamite, los Rhodes derrotaron a los Lucha Brothers (Fénix & Pentagón Jr.)

## En lucha

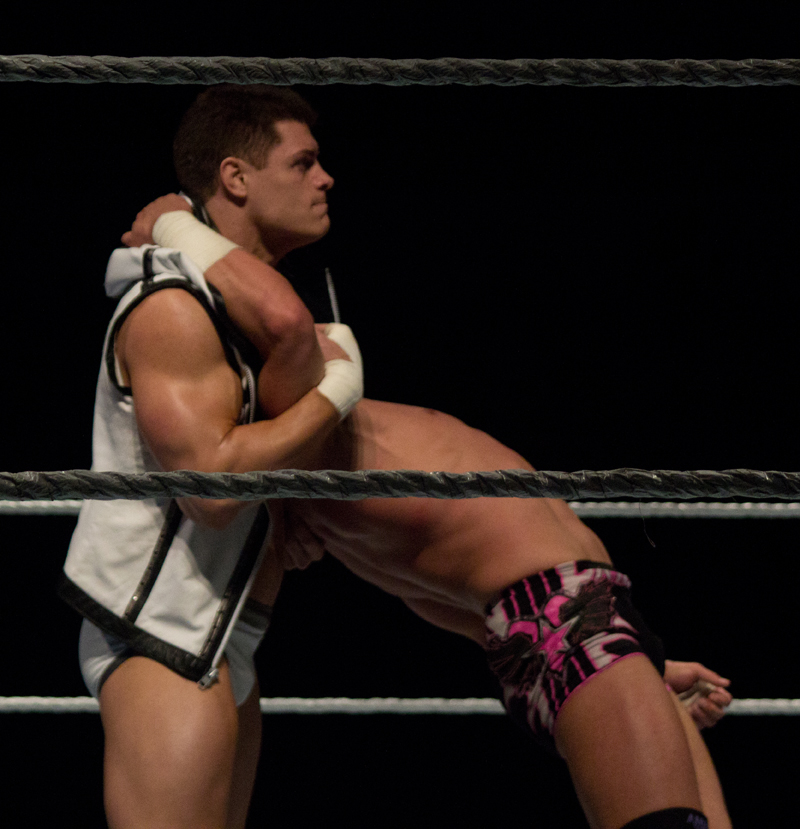
Cody preparándose para aplicar su Cross Rhodes a Tyson Kidd.

- Movimientos finales de Cody Rhodes/Stardust
  - Como Cody Rhodes
    - Cross Rhodes[14] (Rolling cutter)

  - Como Stardust
    - Dark Matter[59] (Modified reverse STO)
    - Diamond Dust (Forward somersault three-quarter facelock jawbreaker)[47]

- Movimientos finales de Goldust
  - Final Cut[24] (Swinging vertical suplex)[23]

- Mánager
  - Dusty Rhodes[13][14]

## Campeonatos y logros
- World Wrestling Entertainment/WWE
  - WWE Tag Team Championship (2 veces)
  - Slammy Awards (2 veces)
    - "You Still Got It" Best Superstar Return of the Year (2013)[60] – Goldust
    - Tag Team of the Year (2013)